# Fernand Musso
Pour les articles homonymes, voir Musso.
Fernand Jérôme Musso (dit Fernand Musso), né le 20 octobre 1895 à Cahors (Lot) et mort le mort le 3 août 1989 à Nantes (Loire Atlantique), est un haut-fonctionnaire français, sous-préfet, directeur de cabinet de différents ministres, puis durant la Seconde Guerre mondiale préfet des Pyrénées-Orientales, puis de la Corrèze, puis du Jura et ensuite d'Indre-et-Loire. 
À la Libération, il est mis en disponibilité sans traitement et révoqué le 27 mai 1945. Il est condamné par la cour de justice d’Angers à quatre années de prison pour collaboration et à cinq ans d'indignité nationale mais cette condamnation est réduite le 13 juillet 1946 et amnistiée en partie par la loi du 6 août 1953. Il prend officiellement sa retraite le 1er janvier 1954 et se reconvertit comme agent commercial à Nantes.

## Biographie
Fernand Musso, né le 20 octobre 1895 à Cahors (Lot), est le fils de François Musso et Hélène Marie Louise Musso. Son père est lieutenant au 7e de ligne et intendant militaire à Nantes.

### Études
Il fait ses études secondaires à Cahors puis à La Roche-sur-Yon (Vendée). Il étudie à la faculté de droit de Rennes (Ille-et-Vilaine). Il obtient son doctorat en droit en 1925.

### Première Guerre mondiale
En 1916, il s'engage dans l'armée française mais il est démobilisé pour raisons de santé.

### Chef de cabinet de préfet du préfet Causel
Le 1er septembre 1917, il devient chef de cabinet de Pierre Charles Causel préfet de l'Hérault, puis le suit comme préfet de la Loire-Atlantique le 30 août 1918, puis comme préfet du Pas-de-Calais.

### Sous-préfet
Fernand Musso devient sous-préfet de Segré (Maine-et-Loire), du 16 juin 1922  au 2 février 1929, puis sous-préfet de Cholet (Maine-et-Loire) en février 1929, puis sous-préfet de Dinan (Côtes-d'Armor) du 15 movembre au 15 décembre 1934.

### Directeur de Cabinet ministeriel
Le 10 avril 1938, il devient directeur de cabinet du ministre des Colonies, Georges Mandel, puis du ministre de la Marine Marchande, Louis de Chappedelaine, puis de nouveau ministre des Colonies, Georges Mandel du 21 mars au 18 mai 1940.

### Préfet du Régime de Vichy
Il devient préfet des Pyrénées-Orientales du 18 juin 1940 au 17 septembre 1940. Puis il devient préfet de la Corrèze du 14 novembre 1941 au	15 juillet 1943, puis préfet du Jura du 15 juillet 1943 au 24 janvier 1944 et finalement préfet d'Indre-et-Loire du 24 janvier 1944 au 1er septembre 1944. 

#### L'Affaire Schloss
Après le décès d'Adolphe Schloss en 1910, la garde des œuvres revient à sa femme Mathilde. En 1938, à la mort de cette dernière, ce sont leurs enfants, Marguerite (1879-1959), Lucien, Henry et Juliette Schloss qui en héritent en indivis. Afin de protéger les tableaux, les enfants prennent durant l'été 1939 la décision de déplacer la collection au lieu-dit Le Chambon à Laguenne, non loin de Tulle, dans la propriété de la banque néerlandaise Jordan, qui y a fait bâtir des salles fortes en sous-sol du temps de l'invasion allemande de 1914. Par ailleurs, la société Adolphe Schloss et fils est placée sous le contrôle de l'administrateur judiciaire Alexandre-Paul Monnot des Angles, dès le mois de novembre 1940, dans le cadre des lois sur le statut des Juifs du régime de Vichy. 
Le 10 avril 1943, Fernand Musso donne l'autorisation à trois fonctionnaires de Vichy, dont Jean-François Lefranc,, expert parisien en tableaux, nommé administrateur de biens juifs de haute valeur par Darquier de Pellepoix, commissaire général aux questions juives, de perquisitionner le domaine de Chambon. L'information avait été fournie aux autorités de Vichy par le chauffeur qui avait transporté les œuvres en 1939. Musso et ses gendarmes tentent de retarder le départ des tableaux, qui sont enlevés par un Allemand et deux miliciens, appartenant à la Gestapo française de la rue Lauriston. Le 16 avril, 56 caisses sont stockées dans une caserne allemande située à Limoges, puis dans les coffres de l'agence de la Banque de France. Cependant, Abel Bonnard finit par autoriser les autorités allemandes à les exporter vers Munich le 27 novembre : entre-temps, la collection transite par les coffres de la banque Dreyfus à Paris et Bonnard fait en sorte que le musée du Louvre préempte 49 tableaux. Finalement, 230 tableaux partent pour le musée Hitler et 22 pour les collections privées de Goering. Les tableaux restant furent vendus à un mystérieux marchands hollandais nommé Buittenweg, soit 32 toiles,.

#### Château du Doux (Altillac)
Dans le village d'Altillac, dans le département de la Corrèze (région Limousin), situé à 156 kilomètres au nord-est de Toulouse, un manoir de montagne sert de centre d'assignation à résidence, suite à un décret du ministère de l'Intérieur de Vichy du 3 novembre 1941 prévoyant ce type de détention.
Le 11 mai 1942, la préfecture de la Corrèze, sur instruction du préfet de région de Limoges, Antoine Lemoine, et du sous-préfet de la Corrèze, Fernand Musso, réquisitionne ce lieu. 
Le 15 juin 1942, Château-Doux accueille les premiers détenus pouvant s'acquitter des frais d'internement mais ils sont exorbitants. Le rabbin de Corrèze, David Feuerwerker, écrit au sous-préfet de Brive pour lui expliquer ce problème et suggére que l'Union Générale des Israélites de France (UGIF), soit chargée du site.  En réponse, le sous-préfet recommande l'envoi immédiat d'un certain nombre de Juifs à Château-Doux.
Comme peu de détenus sont capables de payer les frais exorbitants, la préfecture de la Corrèze accepte, le 20 juillet 1942, 60 Juifs étrangers originaires du département de la Haute-Vienne. Ce sont principalement des femmes ayant franchi la ligne de démarcation, parfois seules, parfois avec des enfants, ainsi que des personnes âgées.
En juin 1943, le camp compte 28 détenus – 13 hommes, 11 femmes et 4 enfants – tous juifs, sauf deux. En août 1943, des Juifs « libérés de Gurs (Pyrénées-Atlantiques) sont admis à Château-Doux sur avis du préfet de Corrèze ». Le 23 septembre 1943, le camp compte 45 locataires, dont 44 juifs. Ils proviennent du camp de Nexon (Haute-Vienne), des Groupements de Travailleurs Étrangers (GTE) de la région et du camp de Gurs (Pyrénées-Atlantiques). La majorité sont des étrangères malades de plus de 40 ans.
Les Juifs du centre de Château-Doux sont déportés à trois reprises en 1942 et 1943. En août 1942, 23 personnes sont arrêtées. D'autres déportations ont lieu au moins deux fois en 1943.
La surveillance est assurée par la gendarmerie locale. La préfecture veille à ce que tous les Juifs qui enfreignent le règlement de Château-Doux soient envoyés au camp de Nexon.
Selon Féla Kamras, née Smolinska, une Polonaise catholique, résidant à Château-Doux et dont le mari, juif, est détenu au camp de Beaune-la-Rolande, les conditions de vie sont mauvaises, il y aurait eu dix détenus par cellule.
Le centre cesse ses activités le 16 mars 1944
.

#### Menaces du Préfet
Bien qu’ils s’exposent continuellement à l’exécution ou la déportation par leurs nombreuses activités, le rabbin de Brive, David Feuerwerker et son épouse Antoinette Feuerwerker, ne sont pas inquiétés, hormis une menace publique et demeurée sans suites d’internement à Egletons en juillet 1942 par Fernand Musso, le préfet de la Corrèze.

#### Révoqué et condamné pour collaboration
Fernand Musso est arrêté, révoqué sans pension le 27 mai 1945, et condamné par la cour de justice d’Angers en juillet 1945 à quatre années de prison pour collaboration et à cinq ans d'indignité nationale
. Sa condamnation par la cours de justice d'Angers est réduite le 13 juillet 1946. Il est amnistié en partie par la loi du 6 août 1953.

### Retraite
Il prend officiellement sa retraite le 1er janvier 1954 et devient un agent commercial à Nantes.

### Famille
Il épouse à Nantes, le 10 avril 1924, Jeanne Marguerite Marie Huon, veuve dont le fils deviendra chef de cabinet du préfet de Limoges. Ils ont un autre fils, qui deviendra agent commercial. 

### Mort
Il meurt le 5 août 1989 à Mauves-sur-Loire (Nantes) à l'âge de 93 ans.                       

## Honneurs
- Officier de la Légion d'honneur (28 juillet 1938)

## liens internes
- Ressource relative à la vie publique :   - Personnel de l'administration préfectorale (1881-1926)